# 賈方復仇記
《賈方復仇記》（英語：The Return of Jafar）為《阿拉丁》的續作。是由Tad Stones與Alan Zaslove來負責導演。其配音員為Scott Weinger、Jonathan Freeman、吉尔伯特·戈特弗里德、Linda_Larkin、丹·卡斯泰拉内塔等其他配音員。

## 劇情
第一集結束後，阿拉丁和茉莉公主在一起過著幸福的生活。但是有一天晚上，一伙以阿比莫為首的沙漠強盜闖入了阿格拉巴城，偷走了大量的金銀珠寶。阿拉丁發現後和阿布、魔毯一起跟蹤他們找到了強盜的巢穴，經過一番纏鬥之後，阿拉丁奪回了寶藏，並將一部分寶藏發給了窮苦的百姓，剩下的一部分帶回了皇宮，送給了茉莉。
在此同時，鸚鵡艾格成功從神燈里逃了出來，賈方要求艾格將放他釋放出來，讓他可以向阿拉丁復仇，艾格卻因為受不了賈方的嘮叨和命令，便棄他而去，將神燈扔進了水井中。艾格回到阿格拉巴城後，在街上遇見了阿拉丁，便打起了壞主意，假裝可憐想騙阿拉丁將它帶回皇宮。阿拉丁並不相信它，打算抓住它的時候，遇上了前來尋仇的阿比莫，阿比莫一眼就認出了阿拉丁，便叫自己的手下殺了他。阿拉丁雖然與他們展開了決鬥，卻寡不敵眾被其所擒；眼看就要被殺死的時候，艾格出手救了他一命，阿拉丁感念艾格的恩情，將它帶回了皇宮，但又怕它會做出壞事，所以便把它關在了籠子裡。結果艾格被老虎樂雅發現，企圖將它吃掉，艾格在逃亡中，飛進了皇宮被國王和茉莉公主發現。國王大怒，叫侍衛殺了艾格，阿拉丁出手阻止，懇求國王放過艾格，卻遭到了公主和國王的誤解，所幸在精靈和艾格的說明下才得以澄清。大家也相互理解了對方，成為了朋友。豈知逃出阿格拉巴城的阿比莫來到井邊打水，將神燈從井裡撈了出來，無意中放出了被關在神燈裡的賈方。
賈方出來後，以為自己自由了，便立刻去找阿拉丁報仇，卻因為沒法離開神燈，只好與阿比莫聯手除掉阿拉丁。阿比莫知道賈方跟自己一樣和阿拉丁有仇，便答應了賈方的合作，帶著神燈回到了阿格拉巴城，並潛入了皇宮。當賈方偕同阿比莫潛入皇宮，發現艾格與阿拉丁成為了朋友後，便想到了一條惡毒的奸計。在當天晚上與艾格會面，逼迫艾格為他辦事。艾格迫於形勢只好答應賈方，誘騙阿拉丁帶國王去欣賞風景。
第二天阿拉丁帶著國王一起去郊遊，精靈和阿布則在花園裡野餐。賈方見時機成熟，伺機抓走了精靈和阿布，將他們關了起來。然後和阿比莫一起聯手伏擊了阿拉丁，將他打下了瀑布，並抓走了國王和魔毯。然後設下毒計，等著阿拉丁自投羅網。阿拉丁大難不死，為了拯救國王，趕回阿格拉巴搬救兵，卻中了賈方的詭計被誤認為是殺害國王的兇手，而判了死刑。
賈方本以為阿拉丁死定了，便得意忘形地去執掌大權了。卻不料艾格良知未泯，趁賈方不在之際，打碎了封印精靈的玻璃球，放出了精靈，救出了阿拉丁和所有人。阿拉丁也原諒了艾格，和它重新成為了朋友。此時精靈告訴大家，要阻止賈方為害蒼生，唯一的方法就是毀掉神燈，因為這是精靈世界的法則：每個精靈都必須住在一盞神燈里，那盞神燈不僅是他的家，而且是他的生命，一旦神燈被毀，那麼他就會跟著神燈一起消失。除非他獲得自由，否則就要一輩子受制於神燈。
得知真相的眾人立刻趕赴皇宮，欲奪取神燈消滅賈方。此時，賈方正以榮華富貴為交換條件，拜託阿比莫許願讓他獲得自由。一旦賈方獲得自由，那就再也無法戰勝賈方了，為了阻止他，阿拉丁果斷出擊奪取神燈，卻仍舊不敵賈方，被他用魔法困在了巨石上。困住阿拉丁後，賈方施法讓大地裂開，讓阿拉丁陷入了岩漿火海之中，欲用岩漿燒死阿拉丁。危急時刻，艾格趕到，叼走了神燈，卻被賈方用雷擊重傷，昏死了過去。賈方打傷艾格後，準備殺死眾人；在那千鈞一髮之際，艾格憑著最後一口氣，將神燈踢下了岩漿，神燈就此毀壞，終於消滅了賈方，解救了大家。
事後，大家冰釋前嫌，化干戈為玉帛，一起過著幸福快樂的日子。

## 配音員
| 配音                        | 配音     | 角色                         |
| 英語                        | 國語     | 角色                         |
| --------------------------- | -------- | ---------------------------- |
| 史考特·维勒爾               | 李勇     | 阿拉丁（Aladdin）            |
| 喬納森·弗萊曼               | 陳明陽   | 賈方（Jafar）                |
| 吉尔伯特·戈特弗里德         | 姜先誠   | 艾格（Iago）                 |
| 丹·卡斯泰拉内塔             | 杜德勳   | 精靈（Genie）                |
| 琳達·拉金 莉茲·卡拉威（唱） | 王華怡   | 茉莉公主（Princess Jasmine） |
| 傑森·亞歷山大               | 孫德成   | 阿比莫（Abis Mal）           |
| 法蘭克·威爾克               | 使用原音 | 阿布和拉嘉（Abu and Rajah）  |
| 華爾·貝寧                   | 佟紹宗   | 蘇丹（Sultan）               |
| 吉姆·康明斯                 | 沈光平   | 拉索（Razoul）               |

## 外部連結
- 阿拉丁官方網站 （页面存档备份，存于）
- 阿拉丁官方的Facebook專頁
- AllMovie上《賈方復仇記》的资料（英文）
- 大卡通資料庫上《賈方復仇記》的資料（英文）

- 豆瓣电影上《賈方復仇記》的資料 （简体中文）
- 互联网电影数据库（IMDb）上《賈方復仇記》的资料（英文）
- 爛番茄上《賈方復仇記》的資料（英文）